# پناهگاه صخره‌ای آوتاف ۴
پناهگاه صخره‌ای آوتاف ۴ مربوط به دوران پارینه‌سنگی جدید است و در ورودی شمالی پلدختر واقع شده و این اثر در تاریخ ۱۵ دی ۱۳۸۷ با شمارهٔ ثبت ۲۴۲۵۶ به‌عنوان یکی از آثار ملی ایران به ثبت رسیده است.